# Jack Gleeson
Jack Gleeson (Cork, 20 de maio de 1992) é um ator irlandês, mais conhecido por sua interpretação de Joffrey Baratheon na série de televisão da HBO Game of Thrones.

## Carreira
Gleeson nasceu em Cork, na Irlanda. Ele começou a atuar aos sete anos de idade na Oficina de Teatro Independente. Os primeiros papéis de Gleeson em filmes eram pequenos como em Batman Begins (2005), Shrooms (2007) e A Shine of Rainbows (2009). Em 2010, ele apareceu em um papel de liderança no Alicia Duffy's All Good Children. O crítico da revista Variety considerou Gleeson como "grande descoberta do PIC".
Gleeson começou na série Game of Thrones como Joffrey Baratheon. Ele foi anunciado no papel em 19 de julho de 2009. Gleeson faz parte do elenco inicial estrelado e continua a ser um membro do elenco para as segunda e terceira temporada. Ele cita Joaquin Phoenix como Cómodo em Gladiator como uma influência sobre sua interpretação de Joffrey. Gleeson é um estudante de Trinity College, Dublin, e um membro de Jogadores DU. Em 2012, ele foi premiado com um scholarship na mesma universidade.
Gleeson manifestou a intenção de seguir uma carreira acadêmica, em vez de uma carreira profissional atuando, uma vez que seu trabalho em Game of Thrones fora concluído. Gleeson é também fundador e director artístico da Companhia Collapsing Horse Theatre Company, que tem sede em Dublin.

## Filmografia

### Filmes
| Ano  | Título                | Papel              | Notas          |
| ---- | --------------------- | ------------------ | -------------- |
| 2002 | Reino de Fogo         | Criança            | Não creditado  |
| 2002 | Moving Day            | Jack               | Curta-metragem |
| 2003 | Fishtale              | Garoto com o peixe | Curta-metragem |
| 2004 | Tom Waits Made me Cry | Jovem Vincent      | Curta-metragem |
| 2005 | Batman Begins         | Garoto pequeno     |                |
| 2007 | Shrooms               | Gêmeo solitário    |                |
| 2009 | A Shine of Rainbows   | Seamus             |                |
| 2010 | All Good Children     | Dara               |                |

### Séries
| Ano         | Título          | Papel             | Notas        |
| ----------- | --------------- | ----------------- | ------------ |
| 2006 - 2008 | Killinaskully   | Pa Connors Jr.    | 4 episódios  |
| 2011 - 2014 | Game of Thrones | Joffrey Baratheon | 26 episódios |